# Betula dahurica
Betula dahurica ist ein mittelgroßer Baum aus der Gattung der Birken (Betula) mit zottig behaarten, rot- oder dunkelbraunen, glänzenden Zweigen und großenteils kahlen Blättern. Das natürliche Verbreitungsgebiet der Art liegt im Osten Asiens. Das Holz der Art wird zur Herstellung von Möbeln und landwirtschaftlichen Geräten verwendet. 

## Beschreibung
Betula dahurica ist ein bis zu 20 Meter hoher Baum mit schwarzbrauner und rissiger Borke. Die Äste sind rotbraun oder dunkelbraun, glänzend und kahl. Die Zweige sind rotbraun, zottig behaart und dicht mit Harzdrüsen besetzt. Die Laubblätter haben einen 0,5 bis 1,5 Zentimeter langen Stiel. Die Blattspreite ist 4 bis 8 Zentimeter lang und 3,5 bis 5 Zentimeter breit, eiförmig, breit eiförmig oder rhombisch-eiförmig, mit spitzer oder zugespitzter Spitze, mehr oder weniger abgerundeter, breit keilförmiger oder keilförmiger Basis und einem unregelmäßig und scharf doppelt gesägten Blattrand. Es werden 6 bis 8 Nervenpaare gebildet. Die Blattoberseite ist kahl, die Unterseite ist entlang der Blattadern dicht mit Harzdrüsen besetzt und hat Achselbärte.

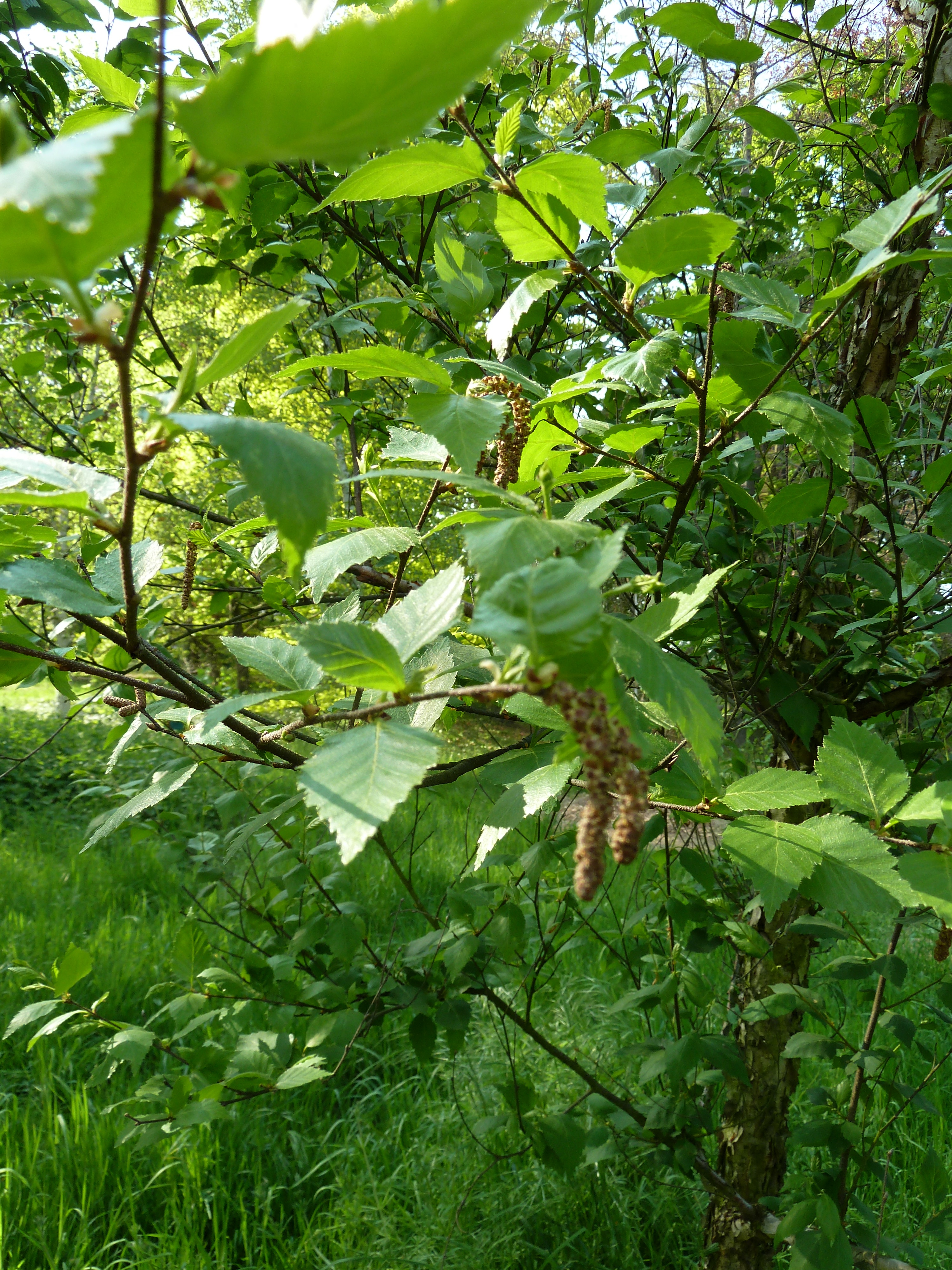
Betula dahurica

Die weiblichen Blütenstände sind länglich-zylindrisch, aufrecht stehend oder hängend und 2 bis 2,5 Zentimeter lang bei Durchmessern von etwa 1 Zentimeter. Der Blütenstandsstiel ist 5 bis 12 Millimeter lang. Die Tragblätter sind 5 bis 6 Millimeter lang, bewimpert und dreilappig. Der mittlere Lappen ist länglich-lanzettlich, die seitlichen Lappen eiförmig oder breit eiförmig und etwa gleich lang wie der Mittellappen. Als Früchte werden breit-elliptische, kahle Nüsse mit häutigen Flügeln gebildet, die etwa halb so lang wie die Nüsse sind. Betula dahurica blüht im Juni und Juli, die Früchte reifen von Juli bis August.
Die Chromosomenzahl beträgt 2n = 56.

## Vorkommen
Betula dahurica wächst in Mischwäldern im Osten Russlands, im Osten der Mongolei, in China, auf der Koreanischen Halbinsel und in Japan.

## Systematik und Taxonomie
Betula dahurica ist eine Art aus der Gattung der Birken (Betula). Diese wird in der Familie der Birkengewächse (Betulaceae) der Unterfamilie der Birkengewächse im engeren Sinn (Betuloideae) zugeordnet. Die Art wurde 1784 von Peter Simon Pallas erstmals wissenschaftlich gültig beschrieben. Der Gattungsname Betula stammt aus dem Lateinischen und wurde schon von den Römern für die Birke verwendet. Das Artepitheton dahurica leitet sich von den Dahuren ab, einem tungusischen Volksstamm im Nonni- und Amurgebiet in Ostsibirien. Es bezieht sich damit auf das Verbreitungsgebiet der Art.
Peter Simon Pallas veröffentlichte die Art mit der Schreibweise Betula dauurica in Fl. ross. 1(1):60, t. 39, fig. A. 1784. Eine frühere Publikation von 1776 gibt es nicht. Nach W. Greuter sollte die Art dann Betula davurica geschrieben werden, es sei denn, die Schreibweise Betula dahurica würde konserviert werden.
Man kann drei Varietäten unterscheiden:
- Betula dahurica var. dahurica: Sie kommt vom südöstlichen Sibirien bis Korea vor.[5]
- Betula dahurica var. okuboi Miyabe & Tatew.: Sie kommt von den Kurilen bis ins nördliche Japan vor.[5]
- Betula dahurica var. parvifolia Ashburner & McAll.: Sie kommt im nördlichen und im zentralen Japan vor.[5]

## Verwendung
Das Holz von Betula dahurica ist hart und dicht und wird beim Hausbau und zur Herstellung von landwirtschaftlichen Geräten und Möbel verwendet.

## Nachweise